# کیم هیو جین
کیم هیو جین (کره‌ای: 김효진؛ زادهٔ ۱۰ فوریه ۱۹۸۴) بازیگر و مدل اهل کره جنوبی است. او حرفهٔ مدلینگ خود را در مجله‌های نوجوانانه و حرفهٔ بازیگری خود را در سال ۱۹۹۹ آغاز کرد. او بیشتر به خاطر ایفای نقش جوانترین خواهر در فیلم کمدی هر کس رازهایی دارد شناخته می‌شود. او بازیگری تئاتر خود را در سال ۲۰۰۹ و با بازی در تئاتر رؤیای شب نیمه تابستان آغاز کرد و در سال بعد نیز در تئاتر احمق برای عشق حضور پیدا کرد. در سال ۲۰۲۰ او در درام تلویزیونی زندگی‌های خصوصی و در سال ۲۰۲۱ در گمشده ایفای نقش کرد.